# Utlida, Muskö distrikt
Utlida är en tidigare småort i Muskö socken i Haninge kommun, Stockholms län. Den är belägen på norra delen av huvudön vid Hammarviken. Vid 2015 års småortsavgränsning fann man att folkmängden sjunkit under 50 personer och orten avgränsade därmed inte längre någon småort.
Här fanns tidigare en utjord tillhörig Utlida. Då markområdet började bebyggas med sommarstugor i mitten av 1900-talet fick området överta samma namn som byn varifrån jorden avstyckats.